# Periode (Verslehre)
Die metrische Periode (altgriechisch περίοδος periodos, deutsch ‚Umgang‘, ‚Kreislauf‘) ist in der antiken Verslehre ein der Rhetorik entlehnter Begriff. Wie die rhetorische Periode gliedert sie sich entweder in mehrere (meist 2 bis 4) Kola, oder besteht aus einer Folge gleichartiger Verse, wobei die Perioden durch Pause, Hiat, Anceps oder Klausel voneinander abgesetzt sind.